# La Fontana
La Fontana era una casa senyorial, actualment desapareguda, situada al carrer Gran de Gràcia cantonada amb l'actual Rambla de Prat.

## Història
Segons la documentació notarial, pertanyia al comerciant Joaquim de Roca i Batlle (1741-1811), baró de Marmellar, casat amb Raimunda Pi, amb qui tingué cinc fills: l'hereu Vicenç (1780-1852), Joaquim, Raimunda, Jacinta i Mercè de Roca i Pi. Després de la mort sense fills dels altres germans, passà a aquest darrera, casada amb Josep de Prat i de Codina. L'hereu fou Joaquim de Prat i de Roca (1804-1872), casat amb Maria Ventura d'Abadal i Cavalleria.
El seu fill Josep Maria de Prat i d'Abadal (†1888) estava casat amb Maria del Carme de Pastors i de Marenges, que el 1889 va demanar permís per a parcel·lar i urbanitzar la finca, però li fou denegat perquè segons el Plano General de Alineaciones, obra de Miquel Pascual, arquitecte municipal de la Vila de Gràcia, s'hi havia d'obrir un carrer, l'actual Rambla de Prat. Finalment, el 1894, Carme de Pastors va presentar el projecte d'una nova façana al carrer Gran, i el 1901, després de diverses segregacions, vengué la major part de la finca a la societat M. Arnús i Cia, representada per Manuel Arnús i Fortuny i Josep Garí i Cañas. A l'emplaçament de la torre es van construir les cases Feliu Iglésias.
El 1905, la finca va donar nom al Gran Teatro del Bosque en La Fontana, edificat en els terrenys on havia estat el jardí boscós de la finca. A partir del 1916 es transformaria en el Circo Ecuestre Bosque, posteriorment Cinema Bosque. El 1924, va donar nom a l'estació de Fontana del Gran Metropolità de Barcelona, situada a la cantonada dels carrers Gran de Gràcia i d'Astúries. Ja al segle xxi, també va donar nom a l'Espai Jove La Fontana, equipament juvenil municipal del districte de Gràcia, coordinat per l'Ajuntament de Barcelona.

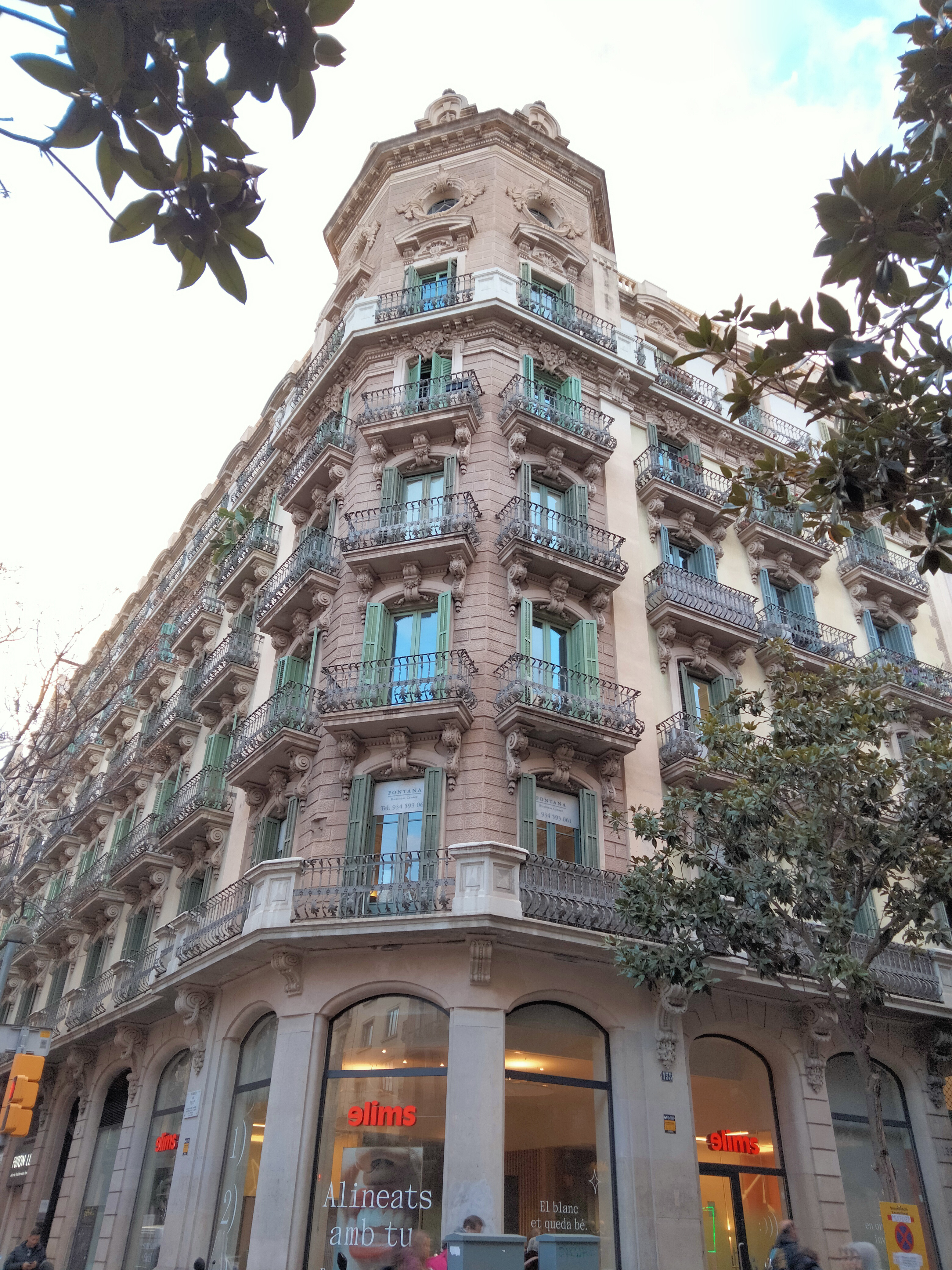
Cases Feliu Iglésias (Gran de Gràcia, 135-137 i Rambla de Prat, 2)

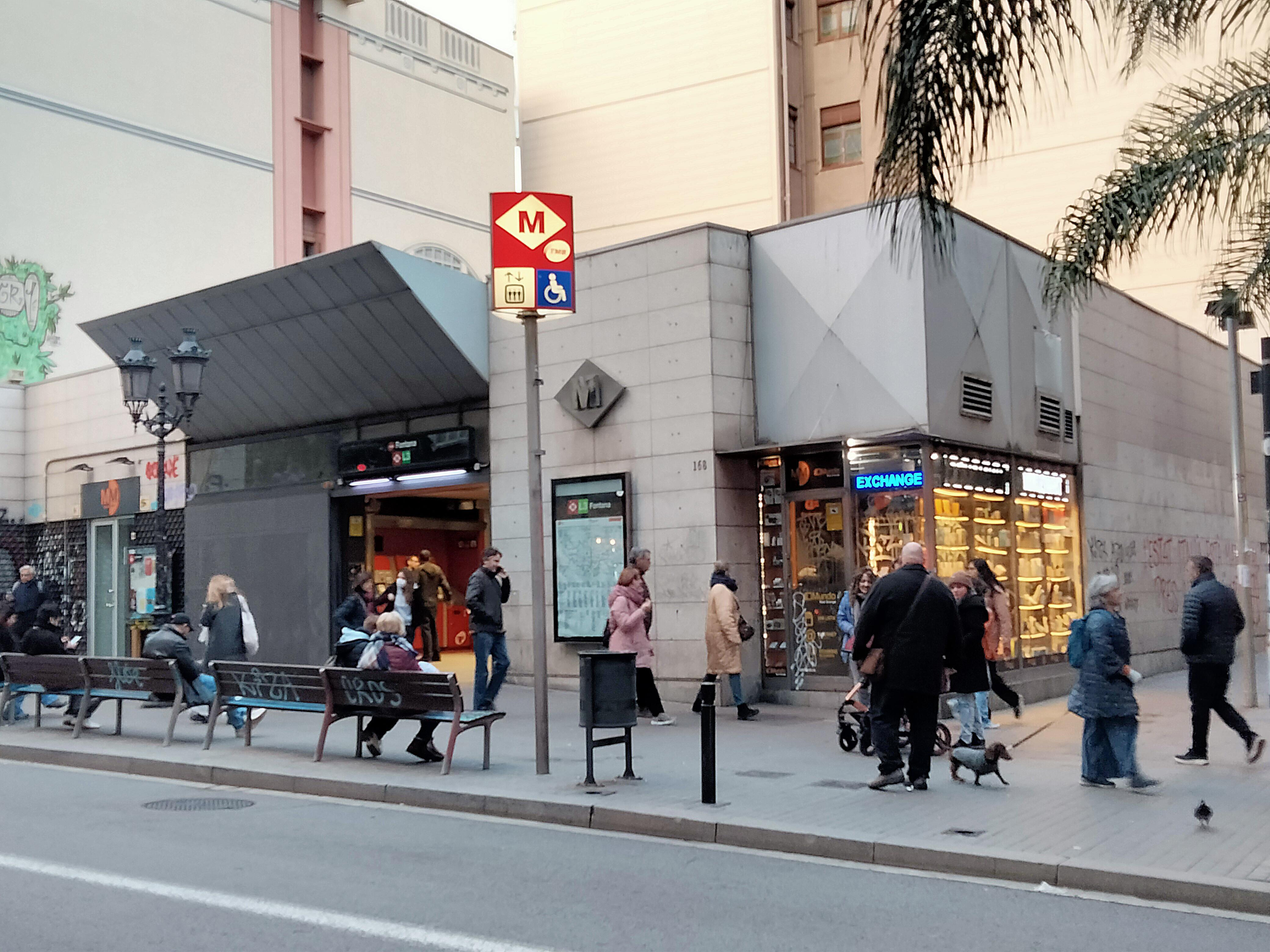
Estació de metro de Fontana

## Descripció
La finca (que incloïa una part de jardí i de bosc) s'estenia fins a la riera de Cassoles, i des dels terrenys de Can Trilla fins als del menorquí Marc d'Olives, prop de l'actual carrer de Sant Marc. L'edifici era de planta rectangular i tenia planta baixa i dos pisos i coberta de terrat, amb una capella i altres dependències annexes. A la façana hi havia un rellotge de sol.